# Olenivka, Rojîșce
Olenivka (în ucraineană Оленівка) este un sat în comuna Pojarkî din raionul Rojîșce, regiunea Volînia, Ucraina.

## Demografie
Componența lingvistică a localității Olenivka
     Ucraineană (98,57%)
     Rusă (1,14%)
Conform recensământului din 2001, majoritatea populației localității Olenivka era vorbitoare de ucraineană (98,57%), existând în minoritate și vorbitori de rusă (1,14%).